# Elu ja armastus
Elu ja armastus (Das Leben und die Liebe) ist der Titel eines Romans des estnischen Schriftstellers Anton Hansen Tammsaare (1878–1940). Das Buch erschien 1934 im estnischen Original.

## Erscheinen
Anton Hansen Tammsaare war zu jener Zeit ein viel gelesener und renommierter Schriftsteller in seinem Heimatland. Das Leben und die Liebe war sein drittletzter Roman und erschien unmittelbar im Anschluss an sein Hauptwerk, den fünfteiligen Roman Tõde ja õigus (Wahrheit und Recht).
Das Buch gehört zu den wichtigsten Werken des psychologischen Realismus in der estnischen Literatur und ist ebenfalls eines der philosophischsten des Autors. Nach der Erstausgabe 1934 erfolgten Neuauflagen 1951 (Toronto: ORTO), 1966 (Tallinn: Eesti Raamat) und 1984 im Rahmen der Gesammelten Werke des Autors. Der Roman ist bislang in sieben Sprachen übersetzt worden (s. u.).

## Handlung
Hauptperson des Romans ist Irma Vainu, ein Mädchen vom Lande, das nach seinem Schulabschluss in die Stadt geht, um dort sein Glück zu versuchen, d. h. eine Anstellung zu finden und sich weiterzubilden. Irma ist froh, der ärmlichen und beengten Welt auf dem Lande und den Nachstellungen ihres dortigen Verehrers Eedi zu entfliehen, und findet zunächst Unterschlupf bei ihrer Tante und deren Tochter. Bald findet sie eine Anstellung als Haushälterin bei einem Geschwisterpaar, muss jedoch schon am ersten Arbeitstag feststellen, dass sie dort gelandet ist, wovor man sie gewarnt hatte: Bei einem alleinstehenden Herren nämlich, denn seine vermeintliche Schwester war lediglich eine seiner Geliebten gewesen, mit deren Hilfe er sich ein neues „Opfer“, d. h. eine junge Frau als Geliebte, ausgesucht hatte.
Irmas erster Impuls ist, die Stelle sofort wieder aufzugeben. Andererseits weiß sie, wie schwierig es ist, überhaupt Arbeit in der Stadt zu finden, und gleichzeitig kann sie dem unterschwellig vorhandenen prickelnden Reiz der Situation nicht widerstehen. Also trifft sie Vorsichtsmaßregeln und vereinbart mit Rudolf Ikka, so der Name des wohlhabenden alleinstehenden Geschäftsmannes, strengste Distanz. Das geht eine Weile gut, aber Rudolf unternimmt systematische Annäherungsversuche, die von Irma zunächst im Keim erstickt werden, später aber in einem Eklat enden, so dass Irma wieder zu ihrer Tante zieht.
Dort taucht ein paar Tage später Rudolf Ikka auf und hält ganz offiziell um Irmas Hand an. Und Irma, die zunächst spontan ablehnt, merkt plötzlich, dass sie in heftiger Liebe zu diesem Mann entbrannt ist, und willigt ein. Nun folgt eine glückliche Zeit, in der Irma mit Geschenken überschüttet wird und die bald frisch Vermählten ihr gemeinsames Leben beginnen. Für Irma ist es die Erfüllung eines Traumes, für Rudolf soll es – wie sich bald herausstellt – die Heilung von seiner Bindungsunfähigkeit sein. Denn bisher waren seine Affären immer nur von kurzer Dauer, nun will er mehr versuchen. Auch ein alter Bauernhof auf dem Lande wird gekauft.
Doch bald merkt Rudolf, dass er sich von seinem alten Leben nicht lösen kann, aber Irmas Liebe zu Rudolf wird immer totaler. Sie ist zu allen Zugeständnissen bereit: Verzicht auf Kinder – denn Rudolf kann keine Kinder zeugen –, Verzicht auf Treue des Mannes, sogar Verzicht auf die Bekundung der eigenen Liebe. Dennoch ist Rudolfs Entscheidung unumstößlich, und er verlässt sie. Irma könne nur ohne ihn glücklich werden, während Irma das Umgekehrte denkt und nach der letzten Verabschiedung ihrem Leben ein Ende setzen will.
Der Selbstmordversuch scheitert jedoch, da Eedi, der ihr in die Stadt nachgezogen war, sie rechtzeitig entdeckt und ins Krankenhaus bringt. Eedi liebt Irma nach wie vor abgöttisch und macht Rudolf für ihr Unglück verantwortlich. Rasend vor Wut begibt er sich zu Rudolf und erschießt ihn. Sterbend kann Rudolf noch eine Notiz verfassen, in der er darum bittet, dass niemand des Mordes an ihm verdächtigt wird. Dieses Geschenk von seinem Widersacher, den er für das Unglück seiner Angebeteten verantwortlich macht, anzunehmen, ist für Eedi jedoch eine schwere Prüfung, auch wenn ihn Irma darum bittet.

## Rezeption
Die Aufnahme des Buchs in Estland war zunächst zurückhaltend. Ein Kritiker fand, dass die Gesellschaft „im Stile einer blassen Karikatur“ gezeichnet sei und beklagte die weitschweifigen Erörterungen, deren „Reduzierung um 50% dem Roman nur zugute gekommen wäre.“ Ein anderer schrieb, dass die „Lösung am Ende nicht natürlich … und ausreichend begründet“ sei, sondern „zu filmisch“. Damit nicht genug, versuchte der konkurrierende „Loodus“-Verlag sogar, den Roman bei der Zensur anzuschwärzen, die es seit der Errichtung des autoritären Regimes von Konstantin Päts im März 1934 in Estland wieder gab. Hintergrund hierfür war, dass bei „Loodus“ kurz zuvor drei Titel wegen unsittlichen Inhalts konfisziert worden waren und man neidisch auf den Erfolg der Konkurrenz schaute. Aber die für die damalige Zeit tatsächlich neuartigen, leicht erotischen Passagen konnten den Roman in den Augen der Justiz nicht diskreditieren, so dass der Versuch im Sande verlief.
Der estnische Literaturwissenschaftler Endel Nirk kam später zu dem Schluss, dass die zeitgenössische Kritik den Roman schlichtweg nicht verstanden hat, weil er zu modern war. Tatsächlich verstößt Tammsaare gegen einige Regeln, die damals zu einem vermeintlich guten Roman gehörten: Es gibt keinen allwissenden Erzähler, sondern es dominiert eine gewisse Polyphonie der Stimmen. Niemand hält die Fäden in der Hand, die Sympathie des Autors ist nicht eindeutig verteilt, und die verschiedenen Stimmen widersprechen einander ständig.

## Übersetzungen

### Übersetzung ins Deutsche
Lange Zeit war dieser Roman von Tammsaare der einzige, der nicht ins Deutsche übersetzt worden war, obwohl es diesbezügliche Bemühungen durchaus gab. Der in der DDR lebende Übersetzer Adolf Graf bot ihn drei Verlagen an, die ihn alle jedoch ablehnten. Einer sogar mit dem Argument, es handele sich um „leichte Unterhaltungs-Lektüre“.
2016 erschien dann die erste deutsche Übersetzung im 2014 gegründeten Guggolz Verlag:
- Das Leben und die Liebe. Aus dem Estnischen von Irja Grönholm. Mit einem Nachwort von Cornelius Hasselblatt. Berlin: Guggolz 2016. 533 S. (Rezension in der Frankfurter Rundschau vom 24. Februar 2017)

### Übersetzungen in andere Sprachen
- Bereits 1938 wurde der Roman ins Lettische übertragen: Viena lauliba;. ar autora atlauju tulkojusi Elina Zālite.

- Russisch (1975): Жизнь и любовь; перевод с эстонского Ромуальда Минны.

- Armenisch (1978): Կյանք և սեր; Ս. Սաֆյան.

- Bulgarisch (1978): Живот и любов; перевела от руски Недялка Христова.

- Litauisch (1978): Gyvenimas ir meile; iš estu kalbos verte Aldona Kalm.

- Tschechisch (1981): Nenasytné lásky; z estonského originálu přeložila Naděžda Slabihoudová.

## Zitate
- „Liebe ist etwas, das Können voraussetzt…. “ (S. 111 der deutschen Ausgabe, worauf sich alle weiteren Seitenangaben ebenfalls beziehen)
- „Früher habe ich genauso gedacht wie Sie, aber ich wählte statt des Freitods die Meinungsänderung, das war einfacher. Meinungen sind kein Leben wert, denn Meinungen gehen zu oft in die Irre.“ (S. 113)
- „Solange wir lieben, solange wir imstande sind zu lieben, dauert das Leben, jenseits der Liebe ist nichts mehr. Endet die Liebe, dann endet auch das Leben.“ (S. 257)
- „Nett sind die Männer nur unter fünfundzwanzig und über fündunddreißig.“ (S. 311)